# Chaunax suttkusi
Chaunax suttkusi är en fiskart som beskrevs av Caruso, 1989. Chaunax suttkusi ingår i släktet Chaunax och familjen Chaunacidae. Inga underarter finns listade i Catalogue of Life.